# CCH Pounder
Carol Christine Hilaria Pounder (ur. 25 grudnia 1952 w Georgetown w Gujanie) – gujańsko-amerykańska aktorka.

## Filmografia
- Cały ten zgiełk (All That Jazz, 1979) jako pielęgniarka Blake
- Honor Prizzich (Prizzi’s Honor, 1985) jako Peaches Altamont
- Bagdad Café (1987) jako Brenda
- Pocztówki znad krawędzi (Postcards from the Edge, 1990) jako Julie Marsden
- Sliver (1993) jako porucznik Victoria Hendrix
- RoboCop 3 (1993) jako Bertha
- Ostry dyżur (ER, 1994) jako dr Angela Hicks
- Gdyby ściany mogły mówić (If These Walls Could Talk, 1996) jako Jenny Ford
- Bez twarzy (Face/Off, 1997) jako dr Holllis Miller
- Bojkot (Boycott, 2001) jako Jo Ann Robinson
- Odkupienie (Redemption, 2004) jako Winnie Mandela
- Avatar (2009) jako Mo'at
- Dary anioła: Miasto kości (2013) jako madame Dorothea